# Relación de Planck-Einstein
La Relación de Planck–Einstein  también se conoce como la relación de Einstein, o como la relación de frecuencia-energía de Planck, relación de Planck, y ecuación de Planck. También el epónimo de la fórmula de Planck pertenece a esta lista, pero a menudo se hace referencia a la ley de Planck Estos varios epónimos son utilizados de manera esporádica. Se refieren a una fórmula integral de la mecánica cuántica, la cual establece que la energía de un fotón E es proporcional a su frecuencia, ν:
{\displaystyle E=h\nu }
La constante de proporcionalidad h es conocida como la constante de Planck. La relación cuantificada de la naturaleza de la luz desempeña un papel importante mediante la comprensión de fenómenos tales como el efecto fotoeléctrico, y la ley de Planck de la radiación del cuerpo negro. Véase también el postulado de Planck.

## Formas espectrales
La luz puede ser caracterizada usando varias magnitudes espectrales, como la frecuencia ν, la longitud de onda λ, el número de onda, y sus equivalentes angulares (frecuencia angular ω, longitud de onda angular y número de onda angular k). Estas cantidades están relacionadas de la siguiente manera:
{\displaystyle \nu ={\frac {c}{\lambda }}=c{\tilde {\nu }}={\frac {\omega }{2\pi }}={\frac {c}{2\pi \lambda }}={\frac {ck}{2\pi }},}
por lo que la relación de Planck puede tomar el siguiente estándar de forma:
{\displaystyle E=h\nu ={\frac {hc}{\lambda }}=hc{\tilde {\nu }},}
así como la siguiente forma angular:
{\displaystyle E=\hbar \omega ={\frac {\hbar c}{\lambda }}=\hbar ck.}
El estándar de las formas hacen uso de la constante de Planck h. Las formas angulares hacen uso de la reducción de Planck, la constante ħ = h2π. Aquí c es la velocidad de la luz.
{\displaystyle \Delta E=h\nu .}
Esto es una consecuencia directa de la relación de Planck–Einstein.